# حوضه بارندگی
در علم هواشناسی، حوضه بارش به نواحی اقیانوس و خشکی در سمت بادگیر و بادپناه گفته می‌شود که باتبخیر سطحی، در تأمین بارش یک منطقه خاص در سمت پَساباد نقش دارند. این مفهوم را می‌توان به‌نوعی حوضه آبریز نامید. به بیان ساده‌تر، این مناطق منبع بخار آبی هستند که در نهایت به شکل باران یا برف در نواحی دیگر فرومی‌نشیند. این مفهوم نوین، که از آن با عنوان حوضه آبریز جوّی نیز یاد می‌شود، نگاهی فضامحور به چرخه آب دارد و به‌جای تمرکز صرف بر منابع آبی زمینی مانند رودخانه‌ها و دریاچه‌ها، به منشأ جوّی رطوبت توجه می‌کند. در واقع، حوضه بارشی همان نقشی را در جو ایفا می‌کند که حوضه آبریز در سطح زمین: مشخص‌کردن نواحی‌ای که آب از آن‌ها سرچشمه می‌گیرد و به نقطه‌ای دیگر منتقل می‌شود.
این مفهوم پایه‌ای علمی برای تحلیل‌هایی فراهم می‌آورد که به دنبال درک بهتر منشأ بارش در مناطق خاص هستند و در موضوعاتی چون امنیت منابع آب، مدیریت پایدار سرزمین، و حفظ اکوسیستم‌های حساس کاربرد روزافزون یافته است.
مفهوم حوضه بارش بر پایه مطالعات گسترده‌ای دربارهٔ منابع تبخیری بارش بنا شده است. از زمان تعریف رسمی آن، این مفهوم در مطالعات مربوط به امنیت آب، بررسی‌های پایداری زیست‌محیطی و نیز به‌عنوان ابزاری بالقوه برای تحلیل آسیب‌پذیری زیست‌بوم‌های وابسته به بارندگی کاربرد یافته است.

## مفهوم
در راستای درک بهتر چرخه بازیافت رطوبت از یک ناحیه خاص به منطقه‌ای معین که این رطوبت را به‌صورت بارش دریافت می‌کند، مفهوم حوضه بارش توسعه یافته و به مفهوم گسترده‌تری تحت عنوان حوضه تبخیر تبدیل شده است. این مفهوم گسترش‌یافته، چارچوبی فضامحور و کاربردی برای ردیابی مسیر بخار آب و نقش آن در تأمین بارندگی در مناطق پایین‌دست فراهم می‌آورد.
حوضه تبخیری به‌طور ویژه مورد توجه قرار گرفته، چرا که با مشخص کردن دقیق مناطقی که منبع تبخیر هستند، امکان تحلیل پیامدهای تغییرات عمده در کاربری زمین – نظیر جنگل‌زدایی، آبیاری گسترده، یا تشدید فعالیت‌های کشاورزی – را به‌صورت فضایی و هدفمند فراهم می‌سازد. به عبارت دیگر، این مفهوم ابزار تحلیلی ارزشمندی در اختیار پژوهشگران قرار می‌دهد تا بتوانند تأثیرات اکولوژیک و اقلیمی این تغییرات را نه‌فقط در همان منطقه مبدأ، بلکه در مناطقی که بارش آن‌ها به بخار آب منتشرشده از آن نواحی وابسته است، مورد بررسی قرار دهند. از آنجا که چرخه آب جوّی تابعی پیچیده از تعاملات بین اقیانوس، خشکی، پوشش گیاهی و الگوهای بادی است، فهم دقیق این روابط برای مدیریت پایدار منابع آب و حفظ اکوسیستم‌های حساس امری ضروری به‌شمار می‌رود. در این میان، استفاده از مدل‌های فضامحور مانند حوضه‌های بارشی و تبخیری، نه‌تنها در پیش‌بینی تأثیرات اقلیمی ناشی از تغییرات انسانی در سطح زمین نقش مهمی دارد، بلکه می‌تواند به‌عنوان ابزاری کارآمد در سیاست‌گذاری‌های کلان مربوط به امنیت آبی، کشاورزی پایدار و حفاظت از زیست‌بوم‌ها مورد استفاده قرار گیرد. در نهایت، گسترش مفهوم حوضه بارشی به حوضه تبخیری، نشانگر حرکت علم اقلیم‌شناسی به‌سوی درک یکپارچه‌تر و دقیق‌تر از پیوندهای فرامنطقه‌ای در چرخه آب است؛ پیوندهایی که در مواجهه با بحران‌های زیست‌محیطی و تغییرات اقلیمی، بیش از هر زمان دیگری نیازمند تحلیل و مدیریت علمی و هوشمندانه هستند.